# Yamatsuri (Fukushima)
Yamatsuri (矢祭町 Yamatsuri-machi?) es un pueblo localizado en la prefectura de Fukushima, Japón. En junio de 2019 tenía una población de 5.545 habitantes y una densidad de población de 46,9 personas por km². Su área total es de 118,27 km².

## Geografía

### Municipios circundantes
- Prefectura de Fukushima
  - Tanagura
  - Hanawa
- Prefectura de Ibaraki
  - Hitachiōta
  - Daigo

## Demografía
Según datos del censo japonés, la población de Yamatsuri ha disminuido en los últimos años.
| Año del censo | Población |
| ------------- | --------- |
| 1995          | 7.409     |
| 2000          | 7.062     |
| 2005          | 6.740     |
| 2010          | 6.348     |
| 2015          | 5.950     |